# Banco de Valdivia
Banco de Valdivia era un banco chileno que estuvo operativo entre 1957 y 1975. Como su nombre lo indica, la casa matriz de dicha institución estaba ubicada en la ciudad de Valdivia, en ese entonces capital de la provincia homónima.

## Historia
El banco fue fundado el 31 de diciembre de 1956, y en julio de 1957 la Superintendencia de Bancos e Instituciones Financieras de Chile lo autorizara para que iniciara sus operaciones formales. Su casa matriz, ubicada en la esquina de las calles Yungay y Arauco, fue inaugurada el 1 de agosto de 1957, y su primer presidente fue Guillermo Rudloff.
Hacia fines de los años 1960 algunos de los accionistas del banco eran empresarios de la zona, como por ejemplo Roberto Kunstmann, Camilo Henríquez, Enrique Taladriz, Alberto Bambach y Oscar Agüero Corvalán. En 1971 el Banco de Valdivia, al igual que todos los demás bancos chilenos, y cumpliendo un anuncio del presidente de la República Salvador Allende, fue estatizado, pasando la mayoría de sus acciones a propiedad del Estado. Tras el Golpe de Estado del 11 de septiembre de 1973, el banco retornó al sector privado.
El 27 de mayo de 1975 se concretó la fusión del Banco de Valdivia con el Banco de Concepción, absorbiendo este último todos los activos y pasivos del primero. Las sucursales del Banco de Valdivia pasaron a ser agencias del Banco de Concepción, con lo que éste incrementó su cantidad de oficinas en las provincias ubicadas al sur de Concepción.